# Kelley Deal
Kelley Deal, née le 10 juin 1961 à Dayton dans l'Ohio, est une chanteuse et guitariste américaine, sœur jumelle de la bassiste Kim Deal, qu'elle rejoint au sein de The Breeders, en tant que guitariste.
Après une cure de désintoxication dans le Minnesota, elle fonde en 1995 le groupe Solid State, qui sort un premier album nommé Go to the sugar altar en 1996. Le groupe doit changer de nom pour éviter un procès avec une formation s'appelant également Solid State, et devient, dès lors, The Kelley Deal 6000. Le deuxième album du groupe Boom! Boom! Boom! sort en 1997. Après une tournée en Europe et aux États-Unis, Kelley quitte le groupe et rejoint Sebastian Bach de Skid Row, Jimmy Chamberlin, ex-Smashing Pumpkins, et Jimmy Flemion des Frogs au sein de Last Hard Men.
The Breeders se reforme en 2001 pour une série de concerts et un nouvel album Title TK. Sur ce nouvel opus, seules les sœurs Deal sont de la précédente formation. En 2004, Warner Music décide de se séparer des Breeders, car les ventes de Title TK lui paraissent trop faibles.